# Miguel Ángel Moyà
Miguel Ángel Moyà Rumbo (Binissalem, 2 april 1984) is een Spaans voetballer die als doelman speelt. Hij verruilde Atlético Madrid in februari 2018 voor Real Sociedad.

## Clubcarrière
Moyà komt uit de jeugdacademie van RCD Mallorca. Hij debuteerde op 29 augustus 2004 in de Primera División tegen Real Madrid CF. Na vijf seizoenen verliet hij Mallorca voor Valencia CF, dat 5 miljoen euro betaalde voor Moyà. Op 5 augustus 2009 speelde hij in de voorbereiding een halfuur mee als centrale middenvelder in een oefenwedstrijd tegen Manchester United, nadat coach Unai Emery alle veldspelers reeds had ingebracht en er zich nog een blessure voordeed. Hij debuteerde voor Valencia CF in de Primera División op 30 augustus 2009 op de openingsspeeldag van het seizoen 2013/14 tegen Sevilla FC. Na enkele blunders raakte hij zijn plaats onder de lat kwijt aan de ervaren rot César Sánchez. Op 15 juni 2011 werd hij in de deal betrokken met Getafe CF-speler Daniel Parejo. Hij speelde tijdens het seizoen 2011/12 op huurbasis voor Getafe CF. Aan het einde van het seizoen tekende hij een definitieve vierjarige verbintenis bij de Madrileense club.

## Clubstatistieken
| Seizoen | Club            | Competitie       | Duels | Doelp. |
| ------- | --------------- | ---------------- | ----- | ------ |
| 2003/04 | RCD Mallorca    | Primera Division | 0     | 0      |
| 2004/05 | RCD Mallorca    | Primera Division | 32    | 0      |
| 2005/06 | RCD Mallorca    | Primera Division | 9     | 0      |
| 2006/07 | RCD Mallorca    | Primera Division | 16    | 0      |
| 2007/08 | RCD Mallorca    | Primera Division | 29    | 0      |
| 2008/09 | RCD Mallorca    | Primera Division | 13    | 0      |
| 2009/10 | Valencia CF     | Primera Division | 8     | 0      |
| 2010/11 | Valencia CF     | Primera Division | 4     | 0      |
| 2011/12 | → Getafe CF     | Primera Division | 36    | 0      |
| 2012/13 | Getafe CF       | Primera Division | 32    | 0      |
| 2013/14 | Getafe CF       | Primera Division | 26    | 0      |
| 2014/15 | Atlético Madrid | Primera Division | 27    | 0      |
| 2015/16 | Atlético Madrid | Primera Division | 0     | 0      |
| 2016/17 | Atlético Madrid | Primera Division | 9     | 0      |
| 2017/18 | Atlético Madrid | Primera Division | 0     | 0      |
| 2017/18 | Real Sociedad   | Primera Division | 9     | 0      |
| 2018/19 | Real Sociedad   | Primera Division | 11    | 0      |
| 2019/20 | Real Sociedad   | Primera Division | 3     | 0      |
| Totaal  | Totaal          | Totaal           | 264   | 0      |

## Interlandcarrière
Moyà speelde tussen 2004 en 2006 twaalf interlands voor Spanje –21, dat er niet in slaagde om zich te kwalificeren voor het EK –21 2007 in Nederland.

## Erelijst
| Competitie            |                 |                 |                 |                 |
| Competitie            | Aantal          | Jaren           |                 |                 |
| Atlético Madrid       | Atlético Madrid | Atlético Madrid | Atlético Madrid | Atlético Madrid |
| --------------------- | --------------- | --------------- | --------------- | --------------- |
| Supercopa             | 1x              | 2014            |                 |                 |
| Spanje -19            |                 |                 |                 |                 |
| Europees kampioen -19 | 1x              | 2002            |                 |                 |
| Spanje -16            |                 |                 |                 |                 |
| Europees kampioen -17 | 1x              | 2001            |                 |                 |

1 Remiro ·
2 Odriozola ·
3 Muñoz ·
4 Zubimendi ·
5 Zubeldia ·
6 Elustondo ·
7 Barrenetxea ·
8 Zacharjan ·
9 Óskarsson ·
10 Oyarzabal  ·
11 Becker ·
12 López ·
13 Marrero ·
14 Kubo ·
16 González de Zarate ·
16 Olasagasti ·
17 Gómez · 
18 Traoré · 
19 Sadiq ·
20 Pacheco ·
21 Aguerd ·
22 Turrientes ·
23 Méndez ·
24 Sučić ·
25 Magunazelaia ·
26 Aramburu ·
28 Marín ·
Coach: Alguacil
· Assistent-coach: Ansotegi